# هما ناطق
هما ناطق (۵ خرداد ۱۳۱۳ – ۱۲ دی ۱۳۹۴) نویسنده، پژوهشگر و استاد دانشگاه در رشتهٔ تاریخ بود. وی در دانشگاه تهران و دانشگاه سوربن، تحقیقاتی در زمینهٔ تاریخ مشروطیت و دوران قاجار انجام داده بود.

## تولد و تحصیلات
هما ناطق در ۵ خرداد ۱۳۱۳ در ارومیه زاده شد. پدربزرگش یک روحانی به نام میرزا جواد ناطق بود که در مبارزات مشروطه حضور داشت. پدرش ناصح ناطق در اروپا تحصیل کرده‌بود و اهل ادبیات و شعر بود. اما مادرش نصرت رفیعی، از خانواده‌ای فئودال و در واقع فرزند پنجم میرزا تقی خان امیرکبیر بود و در خانواده‌ای قجری و مذهبی بزرگ شده بود.
او در کودکی به همراه خانواده به تهران نقل مکان کرد و دوران تحصیل ابتدایی را در مدرسهٔ مهر و فیروزکوهی و متوسطه را در دبیرستان انوشیروان دادگر و سپس در نوربخش (تهران) گذراند و بعد از اتمام کلاس دهم او را به انگلستان فرستادند و بعد از نزدیک به دو سال و زمانی که با داریوش شایگان آشنا شده بود، به ایران بازگشت. در سال ۱۳۳۶ برای گذراندن دورهٔ کارشناسی تا دکترا به فرانسه رفت. آنجا به سرعت به سیاست گرایش پیدا کرد و پایان‌نامه‌اش را دربارهٔ احوال و تفکر سید جمال‌الدین اسدآبادی نوشت. این تحقیق با کمک‌هزینهٔ مرکز ملی تحقیقات علمی فرانسه در سال ۱۳۴۶ منتشر شد. هم‌زمان با همکاری ژیلبر لازار اقدام به ترجمهٔ اشعار شاعرانِ معاصر ایران کرد.

## فعالیت‌های پژوهشی و سیاسی
ناطق در فرانسه به عضویت کنفدراسیون دانشجویان درآمد و فعالیت‌های سیاسی خود را آغاز کرد. در ۱۳۴۷ به تهران بازگشت، در مؤسسهٔ مطالعات اقتصادی مشغول به کار شد. رئیس دانشکدهٔ ادبیات دانشگاه تهران سید حسین نصر که کتاب زندگی سیاسی سیدجمال اسدآبادی تألیف ناطق را دیده بود، درخواست استخدام وی را در دانشگاه مطرح کرده بود و به این ترتیب هما ناطق از سال ۱۳۴۸ تا سال ۱۳۵۹ به تدریس در دانشکدهٔ تاریخ دانشگاه تهران پرداخت. در سال ۱۳۵۲ به دانشگاه پرینستون دعوت شد و یک سال در بخش تحقیقات خاورمیانهٔ آن دانشگاه تدریس کرد.
ماشالله آجودانی بر این باور است که تمایلات سیاسی هما ناطق بر تحقیقات تاریخی او نیز سایه افکنده بود.
هما ناطق قبل از انقلاب ۵۷ با سازمان چریک‌های فدایی خلق همکاری داشت. خود هما ناطق نیز دربارهٔ فعالیت سیاسی‌اش در قبل از انقلاب ۵۷ می‌گوید: «با سازمان فداییان، از نظر تاریخی همکاری کردم؛ یعنی براشون جزوات تاریخی تهیه کردم دربارهٔ مالکیت، دربارهٔ جنبش دانشجویی، دو سه تا ترجمه کردم. ولی من هرگز در زندگی عضو یک گروه سیاسی نبودم». در جریان انقلاب، جهت بازگشایی کانون نویسندگان کوشش کرد و در اردیبهشت ۱۳۶۰ به عنوان عضوِ هیئت دبیران کانون نویسندگان ایران انتخاب شد. پس از انقلاب در سال ۱۳۵۹ و به دنبال انقلاب فرهنگی، به اجبار به فرانسه بازگشت.
پس از مهاجرت به فرانسه، مدتی را به تشویق غلامحسین ساعدی به تحقیق دربارهٔ رابطه ایران و عثمانی و روسیه پرداخت. در سال ۱۳۶۳ به عنوان استاد تمام‌وقت در مؤسسهٔ پژوهش‌های ایرانی دانشگاه سوربن مشغول به کار شد. ناطق در این سال‌ها به نقد اندیشه‌ها و کرده‌های سیاسی خود به‌ویژه در دوران انقلاب پرداخت و از مشارکت خود در آن اظهار پشیمانی کرد. وی در این باره با بیان اینکه پروندهٔ او با توجه به اینکه هم مدرّس بود و هم محقّق نابخشودنی‌تر است، گفته بود:
گه زدم. و به قول صادق هدایت اکنون آن گه را «قاشق قاشق» می‌خورم و پشیمان از خیانت به ایران، گوشه‌ای خزیده‌ام تا چه پیش آید. گرچه قرن‌ها پیش از این طالب آملی گفته بود: «پای ما کج، راهبر کج، قصد کج، گفتار کج!» بدا که شور چنان ورم داشت که اندوخته‌ها و دانسته‌ها را به زباله‌دانی ریختم و در هم‌رنگی با جهل جماعت به خیابان‌ها سرازیر شدم.
هما ناطق به جهت تخصصی که دربارهٔ مشروطه داشت، نظراتی داشت که بعضاً با روایت غالب هم‌خوان نبوده است. ناطق در گفت‌وگویی دربارهٔ نقش پررنگ مذهب در سیاست دهه‌های اخیر در ایران به نکته‌ای اشاره می‌کند و آن این‌که نفوذ مذهب و به تبع آن، روحانیت در جامعه، برخلاف تصور از دوران مشروطه و پس از آن پی‌ریزی شده بود: «هرچقدر که ما از انقلاب مشروطه به پیش‌تر میریم، مذهب در ایران بیش‌تر تقویت می‌شه و حتی من به شما نمونه‌ای را بگم که پیش از انقلاب مشروطیت، ایران پر بود از مدارس فرنگی … حتی مدرسهٔ آمریکایی در تبریز. چندین مدرسهٔ آمریکایی، روسی، چندین مدرسهٔ فرانسوی، چندین مدرسهٔ ایرانی که معلم فرانسوی داشتند، ایجاد شده بود. بعد از مشروطیت همهٔ این‌ها برچیده شد به خاطر نفوذ بیش از پیش روحانیت». او همچنین معتقد بود این مهاجرین و تبعیدی‌ها بودند که گفتار و نوشتار مشروطه را شکل دادند و بر آن دمیدند و در راستای آن فعالیت کردند و نقشی برجسته و انکارناپذیر در جایگیرشدن و در نهایت پیروزی این جنبش داشتند.
یکی از دلیل⁭‌هایی که کارهای هما ناطق را قابل استناد می‌⁭کند، شیوهٔ برخورد او به تاریخ است. او در مورد شیوهٔ برخوردش به تاریخ، در پیش‌⁭درآمدِ «روحانیت از پراکندگی تا قدرت» نوشته است: در راه‌ورسم پژوهش تاریخی، بیشتر از روش مورّخان فرانسوی پیروی کرده‌ام. از آن میان از پل وین استاد تاریخ دانشگاه سوربن که «شیوهٔ نگارش تاریخ» را درجهت راهنماییِ شاگردان رشتهٔ تاریخ آراست و هنوز هم تدریس می‌⁭شود. من هم کوشیده‌ام دانشجووار از آن متن و پژوهش‌های دیگری از این دست بهره گیرم.
ناطق در سال ۲۰۰۵ عنوان دکتری افتخاری مؤسسه ملی زبان‌ها و تمدن‌های شرقی را کسب کرد.

## زندگی شخصی
هما ناطق در پاریس با ناصر پاکدامن ازدواج کرد که دو فرزند به نام‌های میشا و روشنک حاصل این ازدواج بود. پاکدامن و ناطق پس از مهاجرت از یکدیگر جدا شدند.

### درگذشت
هما ناطق اول ژانویهٔ ۲۰۱۶ در آرو، روستایی در ۱۵۰ کیلومتری جنوب‌غربی پاریس درگذشت.

### کتابخانهٔ هما ناطق
در آستانهٔ دومین سال‌روزِ مرگ هما ناطق کتابخانه‌ای به نام او در دوشنبه پایتخت تاجیکستان افتتاح شد که دربردارندهٔ ۴۰۰۰ عنوان از کتاب‌های اوست و قرار است کتاب‌ها و اسناد دیگری از او، از پاریس به این کتابخانه منتقل شود.